# Praça da Liberdade (Petrópolis)
A Praça da Liberdade, oficialmente designada como Praça Rui Barbosa, é um espaço público localizado no Centro histórico da cidade de Petrópolis, no Rio de Janeiro. Com cerca de 22 mil metros quadrados, é a maior praça no centro da cidade, bem como um dos mais notáveis pontos de lazer e turismo na região, já que se localiza em posição estratégica em relação a pontos como a Catedral de Petrópolis, o Museu Imperial, a Avenida Koeler, a Rua 16 de Março e a Cervejaria Bohemia.   

## História
O local onde se localiza a praça era anteriormente denominado Largo Dom Afonso e não possuía muita utilidade ou áreas de convívio. No ano de 1885, políticos locais passaram a pensar em espaços de lazer para a população naquela área, até que em 1886, o botânico francês Auguste Glaziou projetou o espaço, que veio a ser inaugurado no ano de 1888. Seu nome surgiu em decorrência do fato de que ali se reuniam escravos libertos que almejavam comprar a liberdade dos companheiros que ainda eram mantidos nas senzalas. No ano de 1923 passou a ser denominada como Praça Rui Barbosa, nome que não recebeu apelo popular por não fazer jus a história do local. Hoje, é um dos pontos maiores pontos de lazer e turismo na cidade. 